# コク味
コク味（コクみ）、コクとは、食に対する感覚の一種である。

## コクの定義
甘味・うま味・苦味・塩味・酸味の五基本味のほかにある第六の味覚である。
コク味研究会の会長である西村敏英は、「味、香り、食感に関する多様な刺激の複雑さ（深み）によって形成され、それらの刺激に広がりや持続性が感じられる現象」と定義している。
具体的には、食材に含まれるタンパク質が発酵や熟成、長時間の加熱(煮込む)などされる事で構成要素であるアミノ酸の鎖状結合がさらに細かいペプタイド(ペプチド)へと分解され、それらがメイラード反応(調理反応)を経ることで「こく味」を生み出す。濃厚感や後味の持続性をもたらすのが特徴で、さらに食材が持つ香りや食感などが加わることで複雑な味の広がりをもたらす。「おいしい」と感じられる食品の中にも、果実などコク味の少ないものもあり、「おいしさ」とコク味は必ずしも同義ではない。主観的評価である「おいしさ」に対し、「コク」は客観的評価に基づく数値化が可能である。一般に好ましい感覚として捉えられ、転じて「コクのある演技」「人生のコクを感じる」などといった使い方もされる。

## コクの歴史と研究
「濃く」あるいは中国で穀物が熟したことを表す「酷」が語源であると考えられる。古くから使われてきた言葉であるが、科学的な見地から顧みられたのは比較的最近である。味の素社の研究チームは、1990年にアリインやS-propenyl-L-cysteine sulfoxide(PeCSO)などの有機硫黄化合物がうま味溶液に対して厚み、持続性、広がりを付与することを報告した。
調味料メーカーでは、酵母を使って材料のタンパク質をペプタイド化し、その後調理反応(メイラード化)を加えることでこく味を生み出すメイラードペプタイドへと変化させ、調味料として製造している。
2002年には、東京・永田町の星陵会館で、「食べ物のおいしさと"こく"」をテーマにしたシンポジウムが開催された。
食品化学者の伏木亨は、2005年の著書で糖・脂肪・出汁のうま味の3要素からなる「コアのコク」、香りや風味、食感からなる「第2層のコク」、味わう側の修練を要する精神性のコクを「第3層のコク」として提唱した。
2012年の日本農芸化学会大会では、味の素社の研究チームがカルシウム感知受容体（CaSR）がコク味受容機構において重要な役割を果たしていることを発表し、この受容体に作用するトリペプチドが調味料メーカーにより開発されている。

## コク味物質
グルタチオンは味細胞中のカルシウム感知受容体と反応し、うま味・塩味・甘味の濃厚感や広がりを強める作用が報告された。グルタミルバリルグリシンは、グルタチオンに比べこの活性が約10倍あることが明らかになり、調味料として応用されている。
味覚の面でコクを付与する物質には、うま味や甘味などの基本味をもつもののほか、それ自体は味を持たないものの他の味を修飾する物質としてグルタチオンやグルタミルバリルグリシン、メイラードペプチド、アリイン、PeCSOなどがある。嗅覚の面でコクをもたらすものにはピラジン類や2-アセチルフラン、2-エチルヘキサノールがあり、香りを修飾する物質として油脂も重要である。とろみをはじめとする食感、温度など物理的刺激もコクに寄与する。食感においてコクを付与するものには油脂やゼラチン、デキストリン、β-グルカンなどがある。
チーズや食肉などは、熟成することで生じる遊離アミノ酸やペプチドによりコクが増す。カレーにインスタントコーヒーの苦みを加えるなど、味質の異なる隠し味を使用することにより複雑さが生まれ、コクにつながる。コーヒーにコーヒーフレッシュ類を入れる際にかき混ぜすぎないなど、成分を不均一にすることにより時間的・空間的な広がりが生まれ、コクを感じると考えられる。